# Komuna e Ferizajt
Komuna e Ferizajt (albanska: Ferizaj) är en kommun i Kosovo. Den ligger i den sydöstra delen av landet, 30 km söder om huvudstaden Priština. Antalet invånare är 108 610. Arean är 345 kvadratkilometer.
Terrängen i Komuna e Ferizajt är varierad.